# Robot, ki je predel čas
Nejeverni robot (izvirno v angleščini Catch that Rabbit) je kratka znanstvenofantastična zgodba ruskega pisatelja Isaaca Asimova. Prvič je bila objavljena v februarju 1944 v reviji Astounding Science Fiction.  Vključena je v zbirke Jaz, robot (1950), Popolni robot (1982) in Vizija robotike (1990).

## Vsebina
Ta zgodba pripoveduje o preobremenjenih ljudeh in njihovi reakciji v zelo stresni situaciji. 
Powell in Donovan tokrat preizkušata novega robota z oznako DV 5 (imenovan tudi Dave) pri rudarjenju na nekem asteroidu. Pravzaprav je to robot, ki vodi in nadzira šest drugih robotov. 
Delo je potekalo normalno, vse dokler sta robota nadzirala Powell in Donovan. Po določenem obdobju sta robota prenehala nadzorovati, vendar pa v celi izmeni roboti niso nakopali nobene rude. Dave tega ni znal pojasniti kaj se je dogajalo in se je samo izmikal z opravičevanji. Preizkuševalca robotov sta montirata televizijski nadzor in ugotovila, da Daveju podrejeni roboti namesto, da bi kopali rude korakajo in plešejo. Nihče od njih ni znal pojasniti, kaj in zakaj se je dogajalo.
Počasi se izkristalizira ugotovitev, da pride do čudnega vedenja vedno, ko so imeli roboti nevarno delo. Powel in Donovan simulirata nesrečo, vendar se sama ujameta v past. Ker so roboti med plesom in s tem nenormalno reagirajo na njune klice ne reagirajo. Šele ko uničita enega robota začnejo normalno reagirati.
Dave je bil v stresni siuaciji zmožen upravljati le pet robotov namesto šestih. Ker ni obvladal situacije in je začel z drugimi roboti (ki so dejansko njegovi prsti) »presti čas«.